# Рыхлик, Ян
Ян Рыхлик (чеш. Jan Rychlík; 27 апреля 1916, Прага — 20 января 1964, там же) — чехословацкий композитор.

## Биография
Рыхлик родился и умер в Праге. Его родители хотели, чтобы он изучал экономику, но c детства он интересовался музыкой и иностранными языками. В 1933—1939 годах обучался в пражской Школе торговли. Затем, до 1946 года, учился в Пражской консерватории под руководством Ярослава Ржидки. В начале своей карьеры он сочинял в основном популярные танцевальные песни, однако в 1943 году он создал первые камерные композиции. Вскоре после этого он сосредоточился также на оркестровых композициях. В этот период также выступал как джазовый музыкант. Входил в организацию писателей и художников, был автором нескольких литературных произведений, переводил на чешский язык стихотворения Христиана Моргенштерна. После Второй мировой войны писал музыку для кинофильмов. Был одним из крупнейших представителей чешской Новой Музыки. В 1961 году стал одним из основателей ансамбля современной музыки Musica viva pragensis.

## Сочинения
- Partita для духовых инструментов
- Divertimento для трёх контрабасов
- Streichtrio
- Partita для струнного квартета
- Partita для флейты соло
- Trio для флейты, английского рожка и фагота
- Afrikanischer Zyklus для девяти инструментов
- Relazioni для трёх инструментов

## Память
- Пётр Котик. Music for 3 (Hudba pro tri), в память Яна Рыхлика (1964)
- Отмар Маха. Вариации на тему и смерть Яна Рыхлика (чеш. Variace na téma a smrt Jana Rychlíka)